# Texas Supernova Search

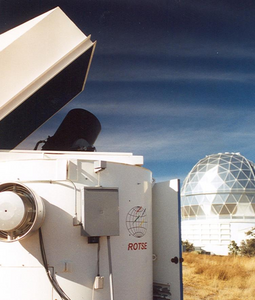
Teleskopy ROTSE-IIIb i HET

Texas Supernova Search (TSS) – projekt poszukiwania gwiazd supernowych. Korzysta z automatycznego teleskopu optycznego ROTSE-IIIb, jednego z czterech zbudowanych przez ROTSE collaboration, w celu poszukiwania optycznych poświat błysków promieniowania gamma oraz 9,2-metrowego Hobby-Eberly Telescope (HET).

## Osiągnięcia
Do tej pory grupa odkryła:
- 29 supernowych
- 12 nowych w galaktykach M31 i M33
- 6 nowych karłowatych

Jednym z odkryć projektu jest SN 2006gy, druga co do jasności spośród zaobserwowanych do tej pory supernowych.